# سيدا توتخاليان
سيدا جورجيني توتخاليان (الروسية: Седа Гургеновна Тутхалян ، أرمينية: Седа Гургени Тутхалян ؛ من مواليد 15 يوليو 1999) لاعبة جمباز فنية روسية، هي بطلة الألعاب الأولمبية للشباب لعام 2014 في فردي شامل وحائزة على الميدالية الفضية لفريق الألعاب الأولمبية الصيفية 2016.

## نشأتها
ولدت توتخاليان في 15 يوليو 1999 في كيومري، أرمينيا، وانتقل إلى موسكو في طفولته المبكرة. والدها جورجن توتخاليان، كان بطل العالم أربع مرات للاتحاد السوفيتي في فنون الدفاع عن النفس السامبو ، وشقيقها الأكبر فايك يتنافس مع بيلاروسيا في نفس الرياضة.

## روابط خارجية
- سيدا توتخاليان في الاتحاد الدولي للجمباز

- سيدا توتخاليان نسخة محفوظة 4 يوليو 2017 على موقع واي باك مشين. على موقع sportgymrus.ru (بالروسية)
- Seda Tutkhalyan at the Nanjing 2014 Youth Olympic Games على موقع واي باك مشين (نسخة محفوظة dmy)
- سيدا توتخاليان في اللجنة الأولمبية الدولية
- سيدا توتخاليان على إنستغرام